# 윤주하 교우문집 목판
윤주하 교우문집 목판(尹胄夏 膠宇文集 木板)은 대한민국 경상남도 거창군에 있는 책판이다.
1987년 5월 19일 경상남도의 유형문화재 제260호 교우선생 문집책판으로 지정되었다가, 2018년 12월 20일 현재의 명칭으로 변경되었다.

## 개요
교우 윤주하(1837~1908)선생은 당대의 거창을 대표한 유학자로 평생동안 성리학에 몰두하였고 동천재에서 80여명의 문하생을 배출하였다. 선생의 문집책판은 1906년 선생이 작고한 이듬해인 1907년에 장사를 끝내고 유고를 문인인 이승래, 이영훈, 박종권 등이 필사하여 1908년에 곽종석 선생이 원집과 속집으로 나누었고 이어 문인 윤희도, 최효근, 윤정하가 정서를 하고 정재희, 김재명선생이 교정을 보아 완성함. 문집의 내용은 목록, 시, 소서, 서기발, 잡저 등 10권으로 구성되어 있으며, 1993년도에 장판각을 만들어 보존하고 있다.

## 참고 문헌
- 윤주하 교우문집 목판 - 국가유산청 국가유산포털